# Friedrich Kottler
Friedrich Kottler (* 10. Dezember 1886 in Wien; † 11. Mai 1965 in Rochester (New York)) war ein österreichisch-amerikanischer theoretischer Physiker.

## Leben
Kottler war Privatdozent und ab 1923 Professor an der Universität Wien. 1938 wurde er nach dem Anschluss Österreichs aufgrund seiner jüdischen Herkunft entlassen. Kottler emigrierte und ging als Chef-Optiker an das Eastman Kodak Research Laboratory in Rochester im US-Bundesstaat New York. Er befasste sich neben seiner Arbeit zur Optik und Beugungstheorie vor allem mit der Relativitätstheorie.

## Beiträge zur Relativitätstheorie
- (1912) gelang ihm eine allgemein kovariante Formulierung der Maxwellschen Gleichungen basierend auf dem absoluten Differentialkalkül, die auch in der allgemeinen Relativitätstheorie Albert Einsteins gültig ist, noch bevor letztere überhaupt formuliert worden war.[1] Darauf bezugnehmend wurde Kottler von Einstein & Marcel Grossmann 1913 gewürdigt.[2]
- (1912, 1914a, 1914b, 1916a, 1916b, 1918, 1921) arbeitete Kottler an der Beschreibung von Beschleunigungen in der Minkowski-Raumzeit[3][4] unter Benutzung vierdimensionaler Frenet-Serret-Formeln zur Formulierung der orthonormalen Vierbeine für Gustav Herglotz' (1909) Weltlinien konstanter Krümmung, und definierte Eigenbezugssysteme für die Hyperbelbewegung (Kottler-Møller-Metrik[5]) und für gleichförmige Kreisbewegung. (1916a) diskutierte er auch die konformen Raumzeittransformationen im Sinne von Harry Bateman und Ebenezer Cunningham (1909) als alternative Methode zur Einführung beschleunigter Systeme.
- (1916b) kritisierte er die Rolle des Äquivalenzprinzips in der allgemeinen Relativitätstheorie, was eine direkte Antwort Einsteins zur Folge hatte.[6]
- (1918) formulierte er die Kottler-Metrik bzw. die Kottler-Raumzeit als die einzige sphärisch-symmetrische Lösung der Einsteinschen Vakuumfeldgleichungen mit einer kosmologischen Konstante,[7] ebenso wie die Kottler-Whittaker-Metrik für ein homogenes Gravitationsfeld.[5]
- (1922a, 1922b) argumentierte er, dass man die Maxwellschen Gleichungen und das Newtonsche Gravitationsgesetz unabhängig von jeglicher Metrik formulieren kann.[8]
- (1922c) veröffentlichte er den Artikel „Gravitation und Relativitätstheorie“ im 6. Band von Enzyklopädie der mathematischen Wissenschaften.
- (1924a, 1924b) analysierte er die Geschichte der speziellen Relativitätstheorie, wobei er sich auf die Arbeiten von Augustin-Jean Fresnel, Hendrik Lorentz, Henri Poincaré und Einstein konzentrierte.

## Schriften
- 1912, Über die Raumzeitlinien der Minkowski'schen Welt, Wiener Sitzungsberichte 2a, 121: 1659–1759 (Online)
- 1914a, Relativitätsprinzip und beschleunigte Bewegung, Annalen der Physik 349 (13), 701-748 (Online)
- 1914b, Fallende Bezugssysteme vom Standpunkte des Relativitätsprinzips, Annalen der Physik 349 (13), 701-748 (Online)
- 1916a, Beschleunigungsrelative Bewegungen und die konforme Gruppe der Minkowski'schen Welt, Wiener Sitzungsberichte 2a, 125, 899-919 (Online)
- 1916b, Über Einsteins Äquivalenzhypothese und die Gravitation, Annalen der Physik 355 (16), 955-972 (Online)
- 1918, Über die physikalischen Grundlagen der Einsteinschen Relativitätstheorie, Annalen der Physik, 4. Folge, Bd. 60, S. 401–461 (Online)
- 1921, Rotierende Bezugssysteme in einer Minkowskischen Welt, Physikalische Zeitschrift 22, 274-280 & 480-484 (Online)
- 1922a: Newtonsches Gesetz und Metrik, Wiener Sitzungsberichte 2a, 131: 1-14.
- 1922b: Maxwellsche Gleichungen und Metrik, Wiener Sitzungsberichte 2a, 131: 119-146
- 1922c, Gravitation und Relativitätstheorie, Encyklopädie der mathematischen Wissenschaften mit Einschluss ihrer Anwendungen, 6.2.2, 159-237 (Online)
- 1924a, Considerations de critique historique sur la theorie de la relativite. Partie 1: De Fresnel à Lorentz, Scientia, 36, pp. 231-242 (Online)
- 1924b, Considerations de critique historique sur la theorie de la relativite. Partie 2: Henri Poincaré et Albert Einstein, Scientia, 36, pp. 301-316 (Online)